# Phrynichus phipsoni
Espèce
Phrynichus phipsoni est une espèce d'amblypyges de la famille des Phrynichidae.

## Distribution
Cette espèce est endémique du Maharashtra en Inde.

## Description
Le mâle holotype mesure 21 mm.

## Étymologie
Cette espèce est nommée en l'honneur d'Herbert Musgrave Phipson.

## Publication originale
- Pocock, 1894 : Notes on the Pedipalpi of the family Tarantulidae contained in the collection of the British Museum. Annals and Magazine of Natural History, sér. 6, vol. 14, p. 273-298 (texte intégral).